# Zhaowan Shuiku
Zhaowan Shuiku är en reservoar i Kina. Den ligger i provinsen Henan, i den centrala delen av landet, omkring 230 kilometer sydväst om provinshuvudstaden Zhengzhou. Zhaowan Shuiku ligger 208 meter över havet. Arean är 3,8 kvadratkilometer. Trakten runt Zhaowan Shuiku består till största delen av jordbruksmark. Den sträcker sig 3,4 kilometer i nord-sydlig riktning, och 2,4 kilometer i öst-västlig riktning.
Genomsnittlig årsnederbörd är 886 millimeter. Den regnigaste månaden är september, med i genomsnitt 152 mm nederbörd, och den torraste är januari, med 5 mm nederbörd.